# 블루포션게임즈
블루포션게임즈(Bluepotion Games)는 대한민국의 게임 개발사이다. 2018년 10월 10일을 기점으로 만화·웹툰 출판 기업인 미스터블루 게임사업부에서 물적분할하여 분사하였다. 상장기업이었던 미스터블루와는 달리 비상장기업으로 설립되었다. 에오스IP를 중심으로 에오스 온라인, 모바일 MMORPG 에오스 레드를 직접 개발 및 서비스 하고 있으며, <에오스 온라인>은 글로벌 회원수 500만명, 60여 개국에서 서비스 하고 있다. 정통MMORPG로 개발된 모바일 게임 <에오스 레드>는 한국, 대만등에서 매출 순위 2위를 기록하면서큰성공을 거두었다.
대표자는 정재목이며, 블루포션게임즈의 모바일 및 온라인 RPG 게임 개발 및 사업을 주요사업을 이끌고 있다.

## 개발 게임 목록
- 《에오스》: PC MMORPG, 엔비어스로부터 IP 인수 후 2016년 서비스 재개, 현재 전세계 60개국 서비스중.
- 《에오스 레드》: 모바일 공식카페
  - <에오스 레드> 유튜브 채널